# Lupa senese

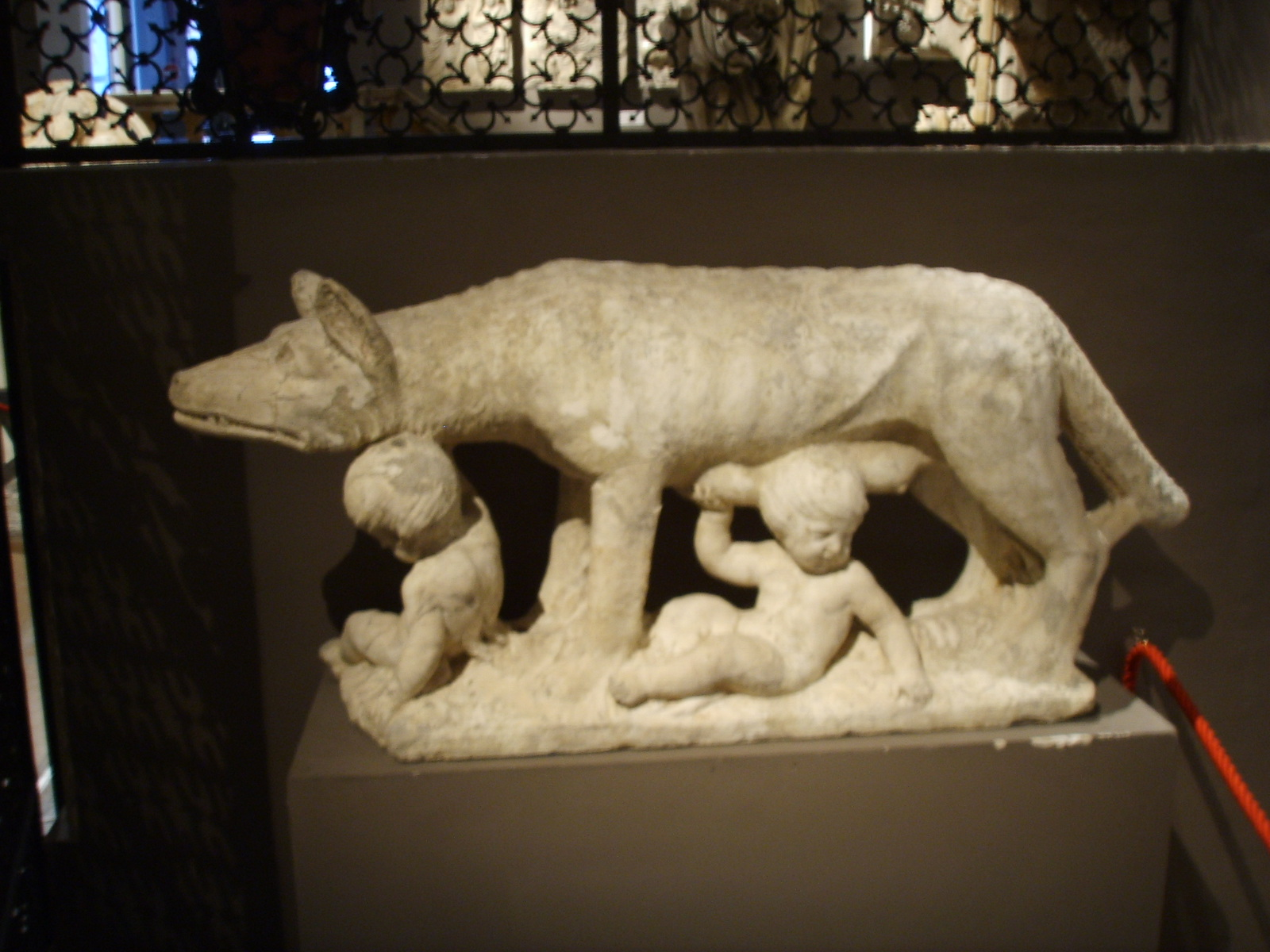
La Louve, Museo dell'Opera Metropolitana del Duomo.

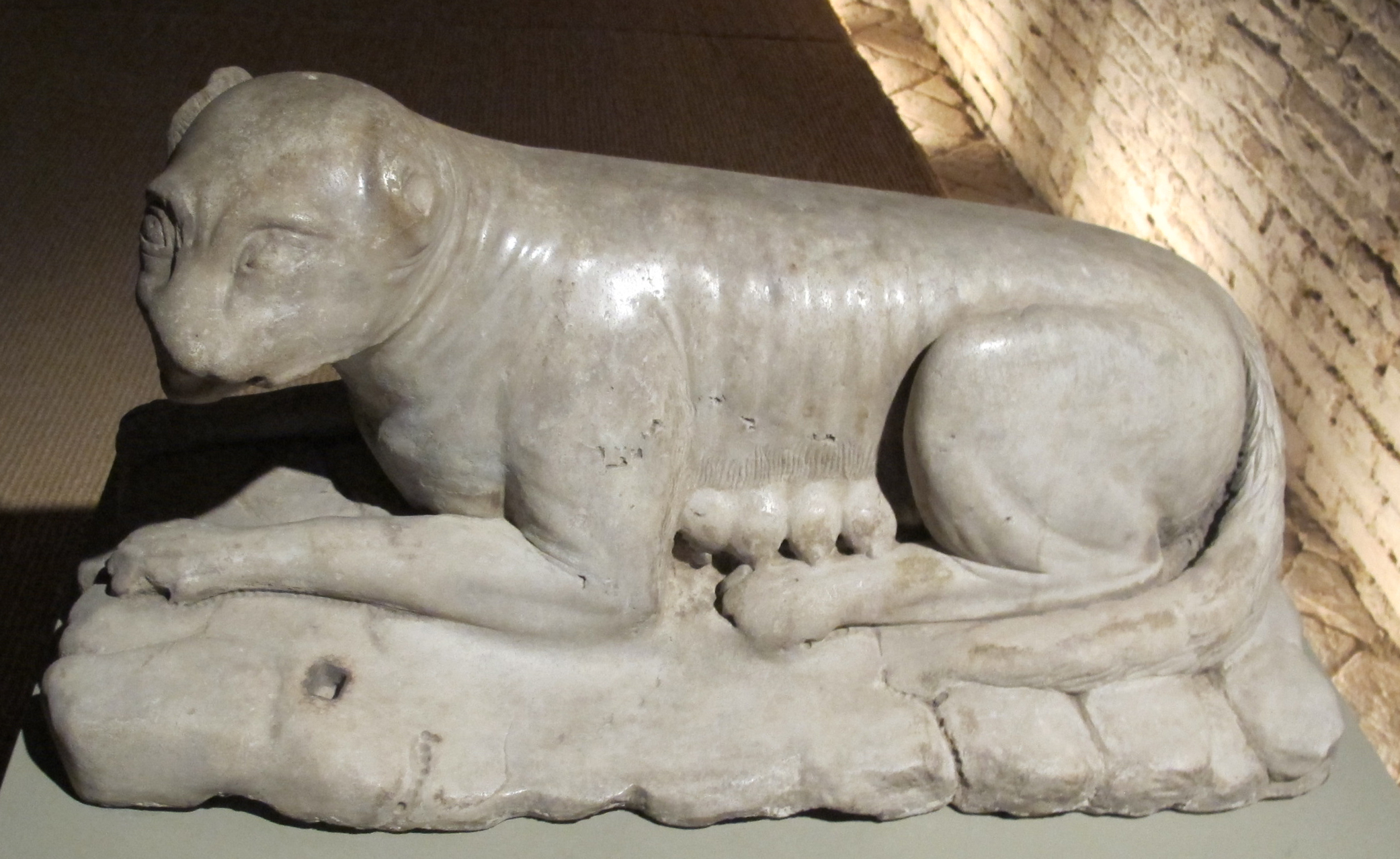
La Lupa, sculpture en marbre de Jacopo della Quercia.

La lupa senese (en français «  louve siennoise ») est le symbole de la ville de Sienne en Toscane (Italie).

## La légende
Pendant historique de la louve capitoline, cette représentation mythologique commémore la fondation de la ville de Sienne par les fils de Rémus (Senius et Aschius), assassiné par son frère Romulus au moment de la fondation mythique de la ville de Rome.
Ainsi, après le meurtre de leur père, les deux frères fuirent leur oncle sur deux chevaux qu’Apollon et Diane leur avaient fournis (un blanc et un noir, couleurs qui donneront finalement celles de la Balzana, le blason siennois). Ils emmenaient dans leur chevauchée la louve qui avait nourri et protégé leur père et leur oncle, ils en firent l’emblème de la ville qu'ils allaient fonder.
Ils atteignirent une vallée où ils décidèrent de s’établir. Ainsi fut fondée la ville qui prit le nom de l’aîné des deux frères, Senius, qui devint Sienna.
Cette figure iconographique s'oppose au lion florentin, sans évoquer directement la louve romaine, avec une différence stylistique : la tête de la louve siennoise regarde devant elle, la romaine de côté.

## Représentations dans la ville
Ornant beaucoup des monuments de la ville de Sienne, la louve est placée sur deux colonnes devant le Duomo (la cathédrale), une sur la Piazza di Postierla, ou représentée dans une des marqueteries de marbre du sol du Duomo.

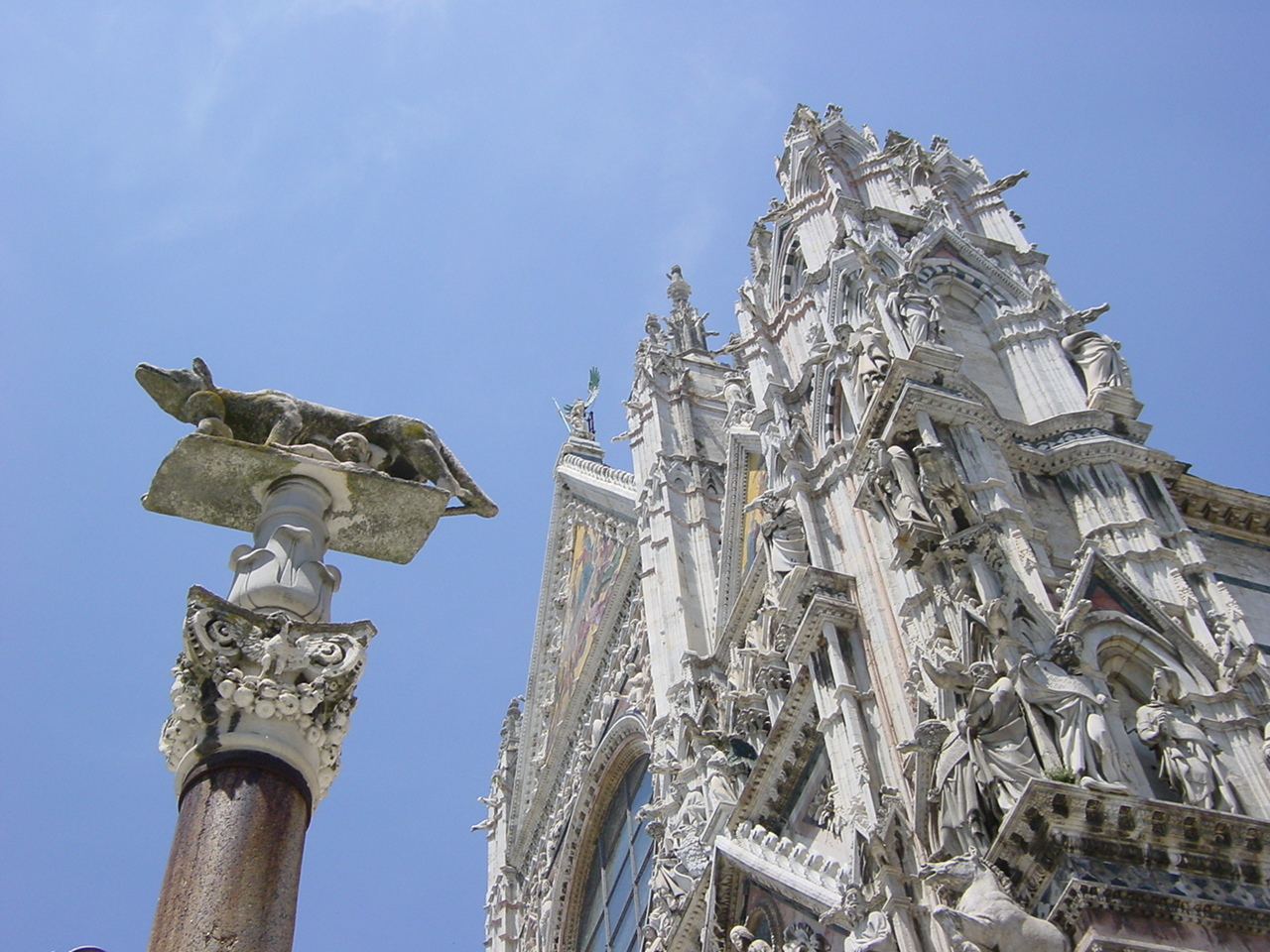
Une des deux louves siennoises devant la cathédrale.
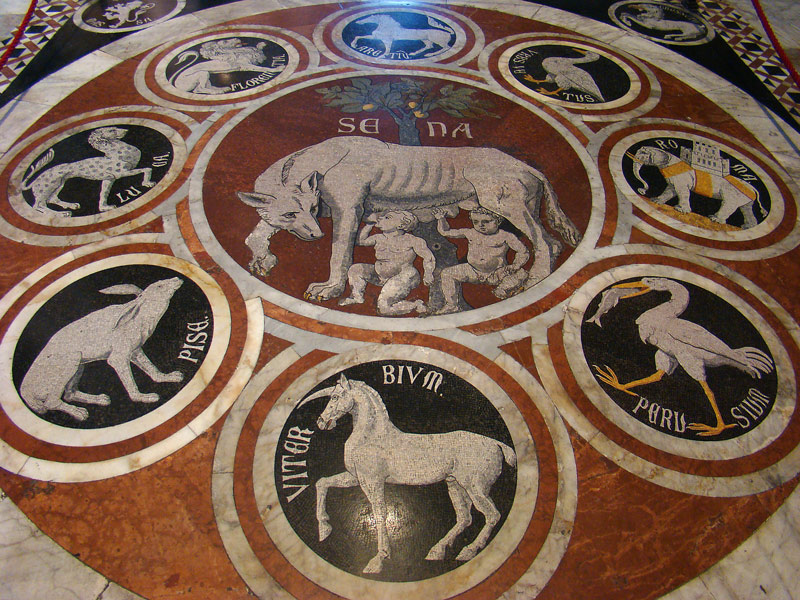
Représentation dans une des marqueteries de marbre du Duomo
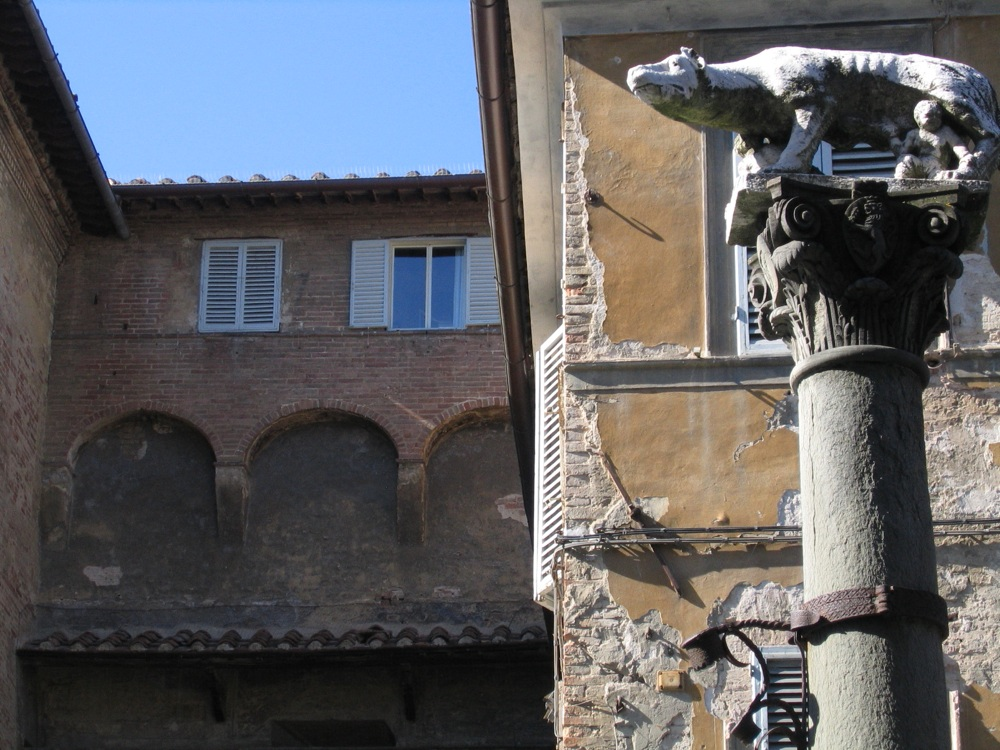
La louve siennoise dans une des rues de Sienne
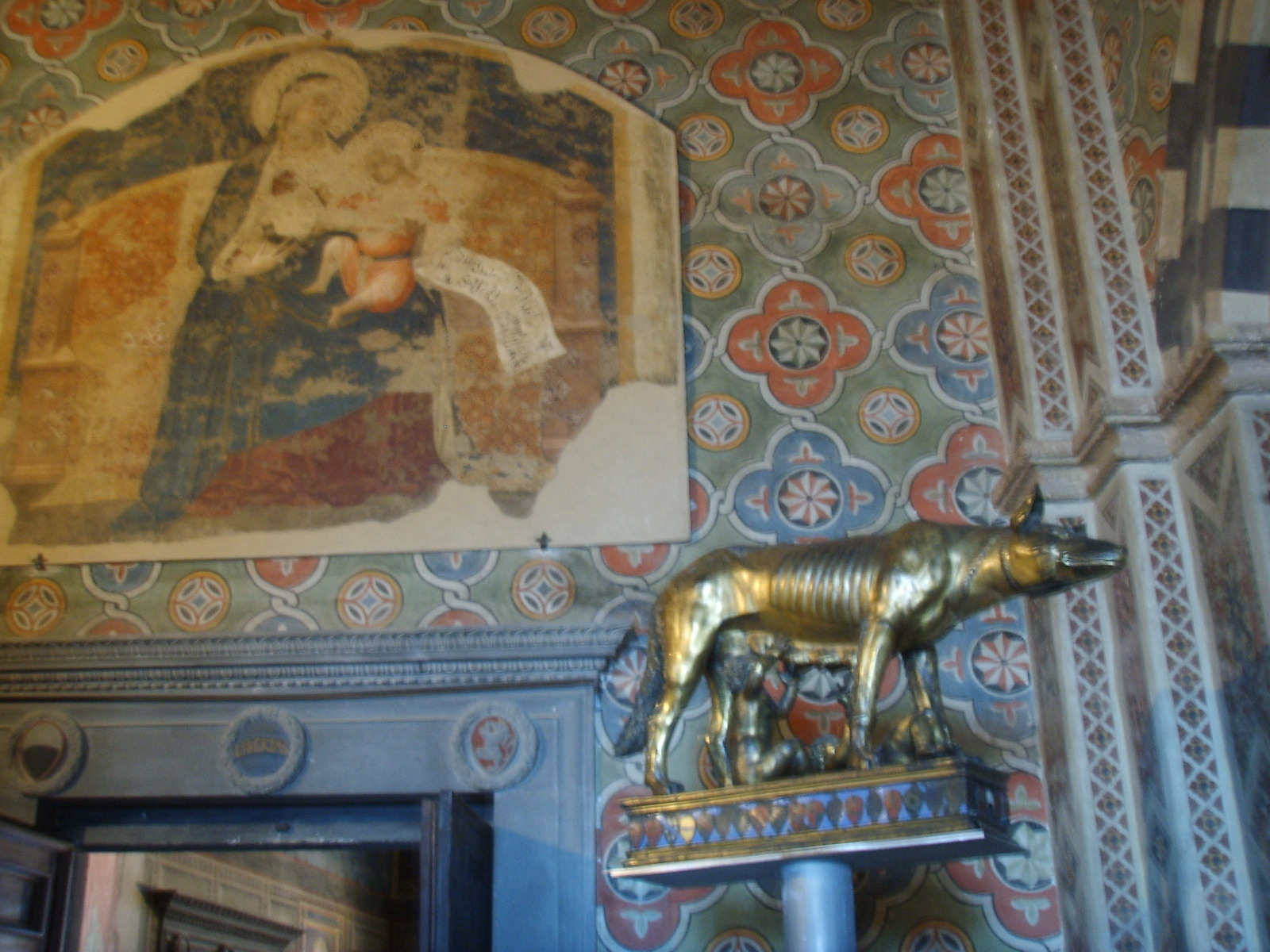
Statue dans le Palazzo Pubblico

## Exposition
- Giovanni di Turino, Lupa senese, exposée du 26 mars au 11 juillet 2010 au Museo Civico  du Palazzo Pubblico[1]